# Claude Collet
Claude Collet Millioud (Ginebra, 1929 - Barcelona, 28 de diciembre de 2007) fue una pintora, dibujante y grabadora suiza que vivió buena parte de su vida en Barcelona.

## Biografía
Era hija del escultor suizo Charles Collet, que había sido profesor de la Escola Massana y uno de los fundadores del Cercle Maillol de Barcelona el año 1947, y de la ceramista, orfebre y también pintora Eugénie Millioud, conocida por Ninon Collet. En Barcelona, la familia Collet vivió en el barrio de Horta-Guinardó. Claude se casó con el arquitecto igualadí Lluís Albín.
Becada en París por el Instituto Francés de Barcelona en el año 1954, hizo la primera exposición individual en Barcelona en el año 1957 y desde el año siguiente se convirtió en expositora asidua del Salón de mayo. Su obra muestra un figurativismo esquemático de trazo seguro y armónico que va evolucionando desde piezas iniciales, donde predominan las imágenes estáticas, hasta los años ochenta, con visiones de mujeres casi hadas, llegando al límite de la abstracción en los noventa.
Se le reconoció una actitud de compromiso social, siendo una de las primeras artistas que se acercó a la pintura feminista "construyendo a una mujer que luchaba por sus derechos", como puso de relieve el comisario de la exposición antológica "Claude Collet. La búsqueda de la identidad" que tuvo lugar en el Museo de Arte Moderno de Tarragona en el año 2010. En 1990 creó, con otros seis artistas, la Asociación Mujeres Artistas SOM 7, colectivo que estuvo presente en diversos eventos internacionales ligados al mundo de la mujer, el 1992 a Bangkok y el 1993 a Montpellier, y el 2003 en la exposición "Mediterránea. Mujer mediterránea y paz" organizada por el Departament de Cultura de la Generalitat de Catalunya con motivo del Día Internacional de la Mujer, que contó con la presencia de las 7 componentes del grupo.
El 1996, el historiador del arte, arqueólogo y editor Frederic-Pau Verrié y Faget publicó "Claude, reencuentro", breve estudio sobre la pintora.
Hay obras suyas en el Museo de Arte Moderno de Tarragona, en el Museo de Arte Contemporáneo de Ibiza, en la Biblioteca Museo Víctor Balaguer de Vilanova i la Geltrú y en la Biblioteca Nacional de España, entre otros.